# Vágó Ferenc (jegyző)
Vágó Ferenc (Hajdúnánás, 1828. február 12. – Báránd, 1889. október 29.) községi jegyző.

## Élete
A középiskolát a debreceni református kollégiumban végezte, és 1848 tavaszán nevelőnek ment Katona Miklós földbirtokos gyermekei mellé Berkesre (Kővárvidék). Innen 1848 tavaszán a zavarok miatt menekülni kényszerülvén, a Debreceni Református Kollégiumban vonta meg magát. 1849 tavaszán a sámsoni református egyház aligazgatójának választotta; onnan választották 1850. október 1-jén Szerep (Bihar megye) jegyzőjévé. 1853-ban Rábé, 1859. január 1-jén Báránd község jegyzője lett. Az országos jegyzői egyesületnek főjegyzője volt. Az ország jegyzői kara díszes síremléket állított neki, melyet 1891. június 14-én lepleztek le.

## Munkái
- Magyarország községi és körjegyzők Névtára, illetve Évkönyve 1880. évre, Nagyvárad, 1880
- Ugyanaz, 1881-re